# Ford Taunus P5
La Ford Taunus 17 M est une berline familiale de poids moyen qui a été produite par Ford Allemagne entre 1964 et 1967. La gamme entière a été présentée pour la première fois en septembre 1964 et la production en série des berlines deux et quatre portes a commencé en novembre 1964. La version "Turnier" (break) a suivi en janvier 1965 avec des voitures à carrosserie coupé quelque temps plus tard.
Le nom Taunus 17M avait été appliqué à la prédécesseur de la voiture et s'appliquerait également aux modèles Ford suivants, c'est pourquoi la 17M introduite en 1964 est généralement identifiée, rétrospectivement, en tant que Ford Taunus P5. C'était la cinquième Ford allemande nouvellement conçue à être lancée après la guerre et pour cette raison, elle était depuis sa création connue au sein de la société sous le nom de Ford Project 5 (P5) ou de Ford Taunus P5.
La voiture était légèrement plus grande que sa prédécesseur dans ses dimensions extérieures globales, mais semblait à bien des égards être une évolution légèrement atténuée de la « Badewannetaunus » plus radicale qu'elle a remplacé. Les grands changements avec la P5 étaient sous le capot où une gamme élargie de moteurs comprenait, pour la première fois sur une Ford allemande d'après-guerre, un moteur V6. La Ford Taunus P5, ainsi propulsée, était la voiture à moteur 6 cylindres la moins chère d'Allemagne de l'Ouest, et la version break « Turnier » a été promue comme premier break six cylindres d'Allemagne (mais pour quelques années seulement).

## Conception évolutive
La Taunus P5 avait un design tricorps monocoque moderne, pas différent de sa prédécesseur, mais plus conservateur. La conception a continué avec l'évitement des phares ronds, encore inhabituel, de sa prédécesseur. Le panneau arrière était vu comme suivant la silhouette d'une baignoire, et il y avait ceux qui appliquait le sobriquet « Wanne » (bain), rappelant le sobriquet « Badewanne » de la P3, mais la P5 semblait plus être une conception de comité, ce qui peut expliquer pourquoi la presse automobile perdait désormais son enthousiasme pour la promotion d'un nouveau surnom accrocheur pour chaque lancement d'un nouveau modèle de Ford Taunus.

### Nouveaux moteurs
Toutes les voitures à quatre cylindres portaient le badge Taunus 17M. Toutes les voitures à six cylindres de la gamme portaient le badge Taunus 20M. Une caractéristique de tous les moteurs qui les a qualifiés de «modernes» était les dimensions des cylindres trop carrés.
La Taunus 17M d'entrée de gamme était équipée du moteur V4 de 1 498 cm3 vu pour la première fois deux ans plus tôt dans la Taunus P4 « Cardinal ». Les modèles grand public étaient propulsés par une unité de 1 699 cm3 : il s'agissait maintenant d'un nouveau moteur V4 dérivé de la plus petite unité de 1 498 cm3 avec laquelle il partageait son alésage de 90 mm, mais la course était légèrement allongée. La puissance maximale revendiquée en 1964 pour les deux unités était respectivement de 60 ch (44 kW) et 70 ch (51 kW), toutes deux à 4 500 tr/min. Une version de 1 699 cm3 introduite par la suite dans la voiture était livrée avec une puissance de sortie citée de 75 ch (55 kW).
La Taunus P5 était le modèle de lancement du nouveau moteur V6 de Ford, qui était également un développement de l'unité V4 de la société. La version V6 de 1 998 cm3 offrait une puissance maximale revendiquée de 85 ch (63 kW) ou, avec un taux de compression plus élevé, de 90 ch (66 kW) dans les deux cas. Les performances du moteur six cylindres ont été améliorées par le montage, de série, de doubles carburateurs.
La P5 venait avec un « Startautomatik » qui semble être une forme de starter automatique initialement introduit en 1960 dans la 17M antérieure, mais toujours quelque chose de novateur dans cette catégorie de voiture.
La moins chère des 20M à six cylindres était au prix de 7 990 marks. Un client Opel souhaitant acheter une voiture à six cylindres aurait besoin de trouver au moins 1 400 marks supplémentaires pour l'Opel Rekord Kapitän à moteur six cylindres qui avait été introduite en mars 1964, vraisemblablement en prévision de l'arrivée plus tard dans la même année de la nouvelle Taunus six cylindres de Ford.

### Train roulant
La puissance était transférée du moteur aux roues arrière via une boîte de vitesses manuelle à trois vitesses entièrement synchronisée commandée à l'aide d'un levier de vitesse monté sur colonne. Une boîte à quatre vitesses était disponible en option. Une transmission entièrement automatique « Taunomatik » à trois rapports, très proche de la transmission automatique « Fordomatic » nord-américaine, a été répertoriée à partir de mai 1966, mais ce n'est que fin 1966 que quelques Taunus P5 ainsi équipées ont commencée à être livrées.
Les freins à disque avant étaient devenus une caractéristique standard sur le modèle précédent vers la fin de sa production, et la P5 a repris la combinaison de freins à disque avant et de freins à tambour arrière de la P3. La servo-assistance pour les freins était de série sur les modèles haut de gamme et en option moyennant des frais supplémentaires plus bas dans la gamme.
La suspension suivait ce qui devenait, en particulier pour les Ford d'Europe, un modèle conventionnel, appliquant des jambes de force MacPherson à l'avant et un essieu à poutre suspendu à des ressorts à lames à l'arrière. La voie était plus large que sur les modèles précédents, ce qu'un journaliste de l'époque écrivait comme étant une cause de l'amélioration de la maniabilité de la P5.
Le système électrique était de six volts, ce qui était maintenant considéré comme démodé. Un système de 12 volts a été introduit avec le modèle de 1967.

### Carrosseries
La voiture était livrée avec les mêmes options de carrosserie qu'avant. La plupart des clients ont choisi la berline deux ou quatre portes. Un break « Turnier » était également proposé avec trois ou (pour la première fois sur une Taunus) cinq portes. Le Hardtop-Coupé qui n'est apparu qu'en 1966 était pratiquement impossible à distinguer de la berline deux portes jusqu'au niveau du milieu de la voiture, mais une ligne de toit raccourcie et une pente accrue pour la lunette arrière garantissaient que le prix de l'élégance du coupé était payée par les passagers arrière en termes de dégagement pour la tête très restreint. Comme auparavant, il y avait aussi une conversion en cabriolet 2 portes (Karl Deutsch), mais peu d'entre elles ont été fabriquées et les cabriolets semblent avoir été disproportionnellement chers.
À l'intérieur, toutes les voitures étaient équipées de série d'une banquette à l'avant et à l'arrière, à l'exception de la Taunus 20M TS haut de gamme qui comprenait de série des sièges avant individuels. Des sièges individuels étaient disponibles à un coût supplémentaire sur les modèles les moins exaltés, dans le cadre d'une longue (selon les normes de l'époque) liste d'options supplémentaires. Le coffre pouvait être verrouillé de l'extérieur, et lorsque cela était fait, la trappe de remplissage de carburant adjacente était verrouillée automatiquement en même temps.

### Commercialisation
La Ford Taunus P5 a eu un succès raisonnable. L'entreprise a produit 710 059 unités entre 1964 et 1967.
Néanmoins, le marché était également en croissance et les ventes de la principale concurrente de la voiture, l'Opel Rekord, progressaient plus rapidement, avec l'Opel Rekord C qui est la première des deux versions d'Opel Rekord qui se vendraient chacune plus d'un million d'unités. Fait inhabituel pour une Ford de conception allemande de l'époque, la P5 était produite en conduite à droite en Afrique du Sud et en Rhodésie du Sud.

### Remplacement
La Taunus P5 a été remplacée en 1967 par la Ford 17M/20M P7.
La Taunus P7 était considérée comme ayant un style fade et des ventes décevantes. Ford s'est vu obligé de se précipiter vers une version fortement améliorée pour 1968. Dans ce contexte, la Taunus P5 resterait dans les mémoires comme un plus grand succès commercial qu'il ne le paraissait à l'époque.